# Procesos internos de selección de coordinadores de los comités de la defensa de la Cuarta Transformación de 2023
Los procesos internos de selección de coordinadores de los comités de la defensa de la Cuarta Transformación de 2023 fueron la denominación de los métodos institucionales del partido gobernante en México, Morena, que buscaron delinear la estructura electoral que le dé continuidad a su proyecto de gobierno, esto incluye la eventual elección de su candidato a la presidencia de la república en el marco de las elecciones de 2024. 
El proceso comenzó en junio de 2023 con la Convención del Consejo Nacional del Movimiento Regeneración Nacional donde se llevó a cabo el establecimiento de la metodología de selección, los lineamientos que establecen la renuncia a los cargos públicos y la manera en que se realizarán los recorridos del 19 de junio al 27 de agosto.

## Organización

### Convención del Consejo Nacional
Cada tres meses el presidente del Consejo Nacional del Movimiento Regeneración Nacional convoca sesiones ordinarias, o si se requiere se convoca a sesiones extraordinarias. La convención se llevó a cabo el domingo 11 de junio en la Ciudad de México y tuvo la presencia de diferentes miembros de los partidos de la coalición Juntos Hacemos Historia, posteriormente llamada Sigamos Haciendo Historia.
El órgano de conducción se conforma de 364 consejeros, de los cuales 200 son seleccionados por delegados del III Congreso Nacional Ordinario. Los demás son seleccionados por 32 presidentes de los congresos estatales del partido, 4 representantes de comités de mexicanos en el exterior, secretarios generales de organización de los comités estatales del movimiento, el presidente del partido a nivel nacional (Mario Delgado Carrillo), la secretaria ejecutiva nacional (Citlalli Hernández) y el presidente de Consejo Nacional (Alfonso Durazo Montaño).
Los requisitos establecidos para ser aspirante a coordinador de la defensa de la Cuarta Transformación son: el respeto a los principios del partido, restricciones a la promoción y recorridos, así como la renuncia a los cargos públicos.

### Metodología
La selección se realizó mediante encuestas, este ejercicio se llevó a cabo del 28 de agosto al 4 de septiembre, el conteo se realizó el día 5 y el resultado se da a conocer el 6 de septiembre. Una casa encuestadora fue propuesta por el Consejo Nacional de Encuestas y cada aspirante propuso dos casas encuestadoras, de las cuales solo cuatro fueron seleccionadas.
El 17 de agosto la dirigencia del partido se reunió en privado con los representantes de los aspirantes con el objetivo de determinar las cuatro casas encuestadoras que realizaron las encuestas espejo; los nombres de las empresas no se dieron a conocer hasta el 6 de septiembre, día en el que se compartió el nombre de la persona ganadora.
El 10 de septiembre, en la reunión del Consejo Nacional en la Ciudad de México, se oficializó el resultado que convirtió a Claudia Sheinbaum en coordinadora.

## Aspirantes
| Aspirante | Aspirante                | Afiliación partidista              | Cargos públicos anteriores | Registro            |
| --------- | ------------------------ | ---------------------------------- | --- | ------------------- |
|           | Marcelo Ebrard           | Movimiento Regeneración Nacional   | - Diputado del Congreso de la Unión (1997-2000) - Secretario general del PCD (1999-2000) - Secretario de Seguridad Pública del Distrito Federal (2002-2004) - Secretario de Desarrollo Social del Distrito Federal (2005) - Jefe de Gobierno del Distrito Federal (2006-2012) - Secretario de Relaciones Exteriores (2018-2023) | 14 de junio de 2023 |
|           | Gerardo Fernández Noroña | Partido del Trabajo                | - Diputado del Congreso de la Unión (2009-2012; 2018-2023) | 16 de junio de 2023 |
|           | Adán Augusto López       | Movimiento Regeneración Nacional   | - Diputado del Congreso del Estado de Tabasco (2007-2009) - Diputado del Congreso de la Unión (2009-2012) - Senador del Congreso de la Unión (2012-2015) - Gobernador de Tabasco (2018-2021) - Secretario de Gobernación (2021-2023)                                                                                            | 16 de junio de 2023 |
|           | Ricardo Monreal          | Movimiento Regeneración Nacional   | - Diputado del Congreso de la Unión (1988-1991; 1997-1998; 2012-2015) - Gobernador de Zacatecas (1998-2004) - Jefe delegacional de Cuauhtémoc (2015-2017) - Senador del Congreso de la Unión (1991-1997; 2006-2012; 2018-2023)                                                                                                  | 16 de junio de 2023 |
|           | Claudia Sheinbaum        | Movimiento Regeneración Nacional   | - Secretaria de Medio Ambiente del Distrito Federal (2000-2006) - Jefa delegacional de Tlalpan (2015-2017) - Jefa de Gobierno de Ciudad de México (2018-2023) | 16 de junio de 2023 |
|           | Manuel Velasco           | Partido Verde Ecologista de México | - Diputado del Congreso de Chiapas (2001-2003) - Diputado del Congreso de la Unión (2003-2006) - Senador del Congreso de la Unión (2006-2012; 2019-2023) - Gobernador de Chiapas (2012-2018) | 16 de junio de 2023 |

## Resultados
Los resultados fueron dados a conocer el 6 de septiembre.
|  | 39.4 % |

|  | 39.3 % |

|  | 41.1 % |

|  | 36.6 % |

|  | 40.5 % |

|  | 39.4 % |

|  | 25.6 % |

|  | 25.9 % |

|  | 26.4 % |

|  | 26.1 % |

|  | 25.0 % |

|  | 25.80 % |

|  | 10.00 % |

|  | 11.7 % |

|  | 10.9 % |

|  | 11.1 % |

|  | 12.2 % |

|  | 11.2 % |

|  | 12.2 % |

|  | 10.00 % |

|  | 9.3 % |

|  | 11.7 % |

|  | 9.9 % |

|  | 10.62 % |

|  | 6.3 % |

|  | 7.3 % |

|  | 6.9 % |

|  | 8.6 % |

|  | 6.7 % |

|  | 7.2 % |

|  | 6.5 % |

|  | 5.8 % |

|  | 5.4 % |

|  | 5.9 % |

|  | 5.7 % |

|  | 5.9 % |

## Procesos locales
Este es el conjunto de procesos de selección de coordinadores de la defensa de la cuarta transformación, para finalmente convertirse en candidatos en la renovación de cargos de elección popular en los poderes ejecutivos a nivel nacional y local en el año 2024. El anuncio de los aspirantes seleccionados se realizó el 10 de noviembre. 
| Cargo            | Proceso electoral                                 | Aspirante seleccionado      |
| ---------------- | ------------------------------------------------- | --------------------------- |
| Jefe de Gobierno | Elecciones locales de la Ciudad de México de 2024 | Clara Brugada Molina        |
| Gobernador       | Elecciones estatales de Chiapas de 2024           | Eduardo Ramírez Aguilar     |
| Gobernador       | Elecciones estatales de Guanajuato de 2024        | Alma Alcaraz Hernández      |
| Gobernador       | Elecciones estatales de Jalisco de 2024           | Claudia Delgadillo González |
| Gobernador       | Elecciones estatales de Morelos de 2024           | Margarita González Saravia  |
| Gobernador       | Elecciones estatales de Puebla de 2024            | Alejandro Armenta Mier      |
| Gobernador       | Elecciones estatales de Tabasco de 2024           | Javier May Rodríguez        |
| Gobernador       | Elecciones estatales de Veracruz de 2024          | Rocío Nahle García          |
| Gobernador       | Elecciones estatales de Yucatán de 2024           | Joaquín Díaz Mena           |

## Controversias

### Legalidad del proceso
El partido Movimiento Ciudadano anunció que interpondría una denuncia ante el Instituto Nacional Electoral (INE), acusando que al realizarse la elección fuera de los tiempos legales para ello, estos eran actos anticipados de precampaña y campaña.